# 吉永昌代
吉永 昌代（よしなが まさよ、1987年7月30日 - ）は、日本のラジオパーソナリティ、モデル、MCである。沖縄県浦添市出身。F-FactoryJapan所属。

## 人物
- 2017浦添観光大使てだこレディ
- 趣味：ダンス、一杯のコーヒー、眠ること
- 特技：イラスト
- 資格：放課後児童支援員認定資格
- チャームポイント：天然の黒髪
- 大学卒業後、県内の観光・ウェディング業界に従事。
- 2017年、地元浦添市の観光大使任命を転機に、発信する楽しさに目覚め、2018年よりラジオパーソナリティとしてデビュー。
- 地元の魅力や観光発信を軸に、県内の各イベント等で司会、MCとして活動中。

## 経歴

### ラジオ
- 2021年1月〜 エフエム沖縄「ゆんたくドライブ」
- 2018年1月～ エフエム那覇「まさよのゆるるん✩うちな～ナビ」
- 2019年11月～ エフエム那覇「守成クラブ沖縄 presents 車座 radio」

### MC
- 各イベント司会（披露宴/パーティー/セミナー/式典/トークショー）

### イベント
- 2019年 ハッピーやふそ祭り
- 2019年 てだこ祭り前夜祭ひぃやさっさい
- 2019年 琉球新報料理講習会